# Chrysopophthorus americanus
Chrysopophthorus americanus – gatunek błonkówki z rodziny męczelkowatych.

## Zasięg występowania
Gatunek ten występuje w Ameryce Północnej.

## Budowa ciała
Błonkówka ta posiada charakterystyczne, zielone oczy, przypominające oczy jej żywicieli. Jest to prawdopodobnie efekt konwergencji ewolucyjnej wynikający z przystosowania do nocnego trybu życia.

## Biologia i ekologia
Chrysopophthorus americanus  jest parazytoidem sieciarek z rodziny złotookowatych. Atakuje imago, składając jaja w ich odwłokach. 
Występuje nielicznie. Jest aktywny w nocy, przylatując do źródeł światła.